# William Few
William Few (Maryland, 8 giugno 1748 – Fishkill-on-Hudson, 16 luglio 1828) è stato un politico statunitense. Fu uno dei Padri fondatori degli Stati Uniti d'America e rappresentò lo Stato della Georgia nella Convenzione di Filadelfia.

## Infanzia e ascendenza
Discendente da un calzolaio quacchero, Richard Few dal Wiltshire e suo figlio Isaac Few, di professione bottaio, giunsero nella Pennsylvania nel 1680 circa. I Few vissero nel nord del Maryland e si guadagnarono da vivere grazie al tabacco. A causa di una serie di siccità, nel 1750 la famiglia Few giunse sull'orlo della rovina e così decise di trasferirsi nella frontiera meridionale.
I Few si stanziarono vicino al fiume Eno, ad un miglio di distanza da Hillsborough, all'epoca nella contea di Orange, nel Carolina del Nord, e poi ad est di Hillsborough. Qui, il giovane William Few imparò l'attività di agricoltore. Da questa esperienza, Few imparò l'amore per la lettura ed iniziò a studiare legge da autodidatta.
In questo periodo la famiglia Few conobbe una certa prosperità e nello stesso periodo fu coinvolta nella protesta dei Regulator, un movimento di protesta contro le restrizioni politico-economiche nei confronti dei contadini. Dal 1771 le proteste si tramutarono in confronto aperto contro le milizie nella "battaglia" di Alamance. Questo scontro finì con la totale vittoria delle milizie e uno dei fratelli di Few, James Few, fu impiccato. La famiglia Few decise così di migrare a Wrightsboro, nella Georgia, mentre William Few rimase a Hillsborough per continuare gli affari di famiglia e vendere la proprietà.
Gli screzi contro il Carolina del Nord si attenuarono quando le colonie americane iniziarono a ribellarsi all'imperialismo inglese intorno al 1770. Few si arruolò nelle milizie volontarie del Carolina del Nord per contrastare i britannici. Few rifiutò inoltre l'offerta di un capitano di far parte dell'esercito continentale nell'estate del 1775. Nel 1776, dopo aver risolto gli affari famigliari, si riunì ai parenti in Georgia, e nella stessa aprì uno studio legale. Inoltre, mise al servizio dei patrioti le sue conoscenze militari.

## Guerra di rivoluzione
La Georgia formò delle milizie volontari, formando un reggimento per ogni contea. Few aderì al reggimento della contea di Richmond, il cui comandante era il fratello, Benjamin Few. Per i primi due anni, Few partecipò solo alle assemblee militari e solo nel 1778 fu chiamato al servizio militare contro i lealisti.
La prima campagna militare dei georgiani fu disastrosa. In seguito, le forze militari georgiane riuscirono ad aver la meglio ed a raggiungere St. Augustine, grazie al contrattacco orchestrato dal maggior generale Robert Howe e dal governatore John Houstoun. Few divenne, poi, comandante delle milizie georgiane ma le cose precipitarono a causa di disaccordi interni fra i soldati ed a causa della malattia che decimò le truppe. Alla fine dell'anno le truppe britanniche riuscirono a conquistare Savannah ed a sbaragliare le forze continentali. Nel 1779, le truppe georgiane, con Few comandante in seconda, riuscirono a conquistare Augusta, ottenuta dagli inglesi poco dopo la cattura di Savannah.
Questo primo successo dei georgiani ribaltò le sorti della guerra in Georgia e spinge il nuovo maggior generale Benjamin Lincoln a prendere l'offensiva. Lincoln combinò le forze della Georgia con quelle del Carolina del Sud e di truppe francesi giunte dai Caraibi per riconquistare Savannah. I francesi convinsero il maggior generale a intraprendere un attacco frontale. Il risultato fu una sanguinosa sconfitta.
I britannici utilizzarono la Georgia per riconquistare strategicamente gli Stati del sud ribelli. Il servizio militare di Few si dimostrò importante per contrastare la "strategia meridionale" degli inglesi e rafforzarono molte le sue credenziali come uomo di governo.

## Uomo di stato
Grazie alla sua esperienza militare, Few poté diventare anche statista. Negli anni 1770, vinse le elezioni per la Camera dei Rappresentanti della Georgia. Con il passar del tempo, Few ottenne sempre maggiori incarichi pubblici. Fu delegato al congresso continentale in rappresentanza della Georgia per meno di un anno. Partecipò nel 1787 alla convenzione di Filadelfia e, l'anno seguente, fu tra i firmatari della Costituzione degli Stati Uniti. Nel 1789 fu eletto al Senato degli Stati Uniti, dove rimase fino al 1793. Nel 1785, fu tra i fondatori dell'Università della Georgia situata ad Athens.
Sollecitato da sua moglie, proveniente dallo Stato di New York, Few si trasferì a Manhattan. In questo Stato ebbe la sua ultima avventura politica, venendo eletto all'Assemblea dello Stato di New York.

## Morte
Few morì nel 1828 a Fishkill-on-Hudson, nello Stato di New York, lasciando la moglie Catherine Nicholson e tre figlie. Le sue spoglie furono prima sepolte nello yard della Chiesa riformata di Beacon e in seguito, traslate nella Chiesa episcopale di St. Paul ad Augusta, in Georgia.
La Few Street a Madison, nel Wisconsin, è così chiamata in suo onore.